# Quasipaa shini
Espèce
Synonymes
- Rana shini Ahl, 1930
- Paa shini (Ahl, 1930)
- Nanorana shini (Ahl, 1930)

Statut de conservation UICN

 VU A2abc : Vulnérable
Quasipaa shini est une espèce d'amphibiens de la famille des Dicroglossidae.

## Répartition
Cette espèce est endémique du centre de la Chine. Elle se rencontre dans les provinces du Guizhou et du Hunan, à Chongqing et de la région autonome du Guangxi entre 510 et 1 500 m d'altitude.

## Étymologie
Cette espèce est nommée en l'honneur de Shu-szi Sin.

## Publication originale
- Ahl, 1930 : Beiträge zur Lurch- und Kriechtierfauna Kwangsis. 3. Frösche. Sitzungsberichte der Gesellschaft Naturforschender Freunde zu Berlin, vol. 1930, p. 315-319.